# Исудён (округ)

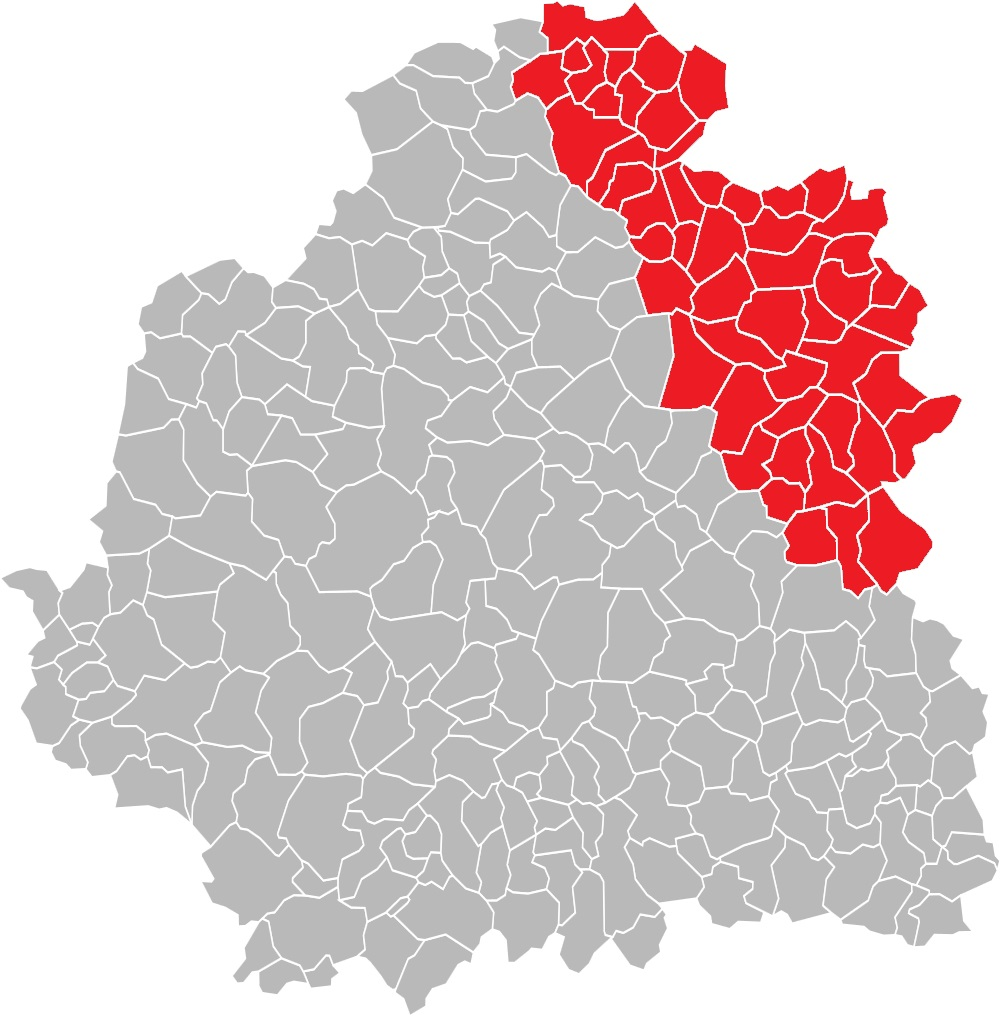
Карта коммун Эндр, округ Иссуден до 2015 года

Исудён (фр. Issoudun) — округ (фр. Arrondissement) во Франции, один из округов в регионе Центр (регион Франции). Департамент округа — Эндр. Супрефектура — Исудён.
Население округа на 2006 год составляло 36 166 человек. Плотность населения составляет 31 чел./км². Площадь округа составляет всего 1182 км².